# Ocena glomerulne filtracije
Ocena glomerulne filtracije (kraj. oGF, GFR, angl. glomerular filtration rate) je količina glomerulnega filtrata, nastalega v ledvicah. Gre za merilo delovanja ledvic in pomeni oceno, koliko krvi se prefiltrira skozi ledvične glomerule v minuti. Normalne vrednosti znašajo 90–120 mL/min/1,73 m2. Hitrost glomerulne filtracije z leti upada, zato imajo starostniki praviloma nižje vrednosti.

## Določitev
Poznamo različne metode za oceno glomerulne filtracije, od katerih ima vsaka svoje prednosti in slabosti. Temeljna metoda za izračun oGF je določitev očistka neke snovi. To je prostornina plazme, ki se v določeni časovni enoti očisti te snovi z izločanjem v seč. Očistek tako predstavlja zmožnost ledvice, da odstrani določeno snov iz plazme in jo izloči s sečem. Glomerulno filtracijo bi lahko natančno določili s pomočjo očistka snovi, ki v telesu nastaja stalno, ki se izloča iz telesa izključno s prosto filtracijo, ki se v ledvicah ne presnavlja in ne nastaja ter se v ledvičnih tubulih ne izloča in ne absorbira. Danes takšne snovi, ki bi zadostila vsem tem pogojem, še ne poznamo. V vsakdanji klinični praksi za oceno glomerulne filtracije se najpogosteje uporablja koncentracija serumskega kreatinina in očistek kreatinina.

## Endogene snovi

### Kreatinin
V klinični praksi se danes za oceno glomerulne filtracije najpogosteje uporabljata serumska koncentracija kreatinina in očistek kreatinina. Kreatinin v telesu nastaja kot presnovni produkt kreatina in fosfokreatina v mišičnem tkivu.  Tradicionalen način izračuna kreatininskega očistka je bil sicer zbiranje 24-urnega vzorca seča ter določitev količine izločenega kreatinina. Vendar pa ima ta način v praksi številne pomanjkljivosti; zbiranje 24-urnega vzorca seča je nezanesljivo, nelagodno in drago, testi za določanje kreatinina v seču niso tako natančni kot testi za določanje serumskega kreatinina, standardizacija postopka pa je zahtevna. Posledično so v preteklosti predlagali več kot 30 formul za izračun ocene glomerulne filtracije neposredno iz vrednosti serumskega kreatinina.
Vendar tudi določitev oGF na podlagi serumskega kreatinina pogosto ni najbolj natančna, saj na koncentracijo kreatinina v serumu vplivajo poleg glomerulne filtracije še drugi dejavniki, in sicer izločanje kreatinina v tubulih, tvorba kreatinina in zunajledvično izločanje.
Za izračun oGF iz podatka za serumski kreatinin se pogosto uporablja tako imenovana enačba MDRD, ki poleg vrednosti serumskega kreatinina upošteva tudi starost, spol, raso:
{\displaystyle {\begin{aligned}eGFR(ml/min/1,73m^{2})&=\\&=186\times (S_{Cr})^{-1,154}\times (starost)^{-0,203}\times (0,742{\text{pri ženskah}})\times (1,210{\text{pri črncih}})\\&=exp(5,228-1,154\times ln(S_{Cr})-0,203\times ln(starost)-(0,299{\text{pri ženskah}})+(0,192{\text{pri črncih}}))\end{aligned}}}
- {\displaystyle S_{Cr}}: serumski kreatinin v mg/dl
- starost: v letih

V enačbi MDRD se ne zahteva podatek za telesno maso, saj je podatek o glomerulni filtraciji podaja za standardizirano telesno površino 1,73 m².

### Cistatin C
V zadnjem času se kot eden novih označevalcev glomerulne filtracije pojavlja serumski cistatin C. Cistatin C je beljakovina, sestavljena iz 122 aminokislin, katere molekulska masa znaša 13kDa. Cistatin C ni glikoziliran, vsebuje dva disulfidna mostiča, spada v družino zaviralcev protenaze in je produkt genskega izražanja v vseh
celicah, ki vsebujejo jedro. V telesu stalno nastaja, zaradi svoje majhnosti pa se prosto filtrira v glomerulu. Se ne secernira v tubulih in se ne reabsorbira v krvni obtok, zato je boljši označevalec glomerulne filtracije kot karnitin ali sečnina, zlasti pri blažjih okvarah delovanja ledvic, povečani mišični masi, ali akutni odpovedi ledvic.

## Eksogene snovi
Poleg izračuna očistka telesu lastnih snovi se lahko pri določanju ocene glomerulne filtracije uporabljajo injicirane eksogene snovi. Za zlati standard velja inulin. Gre za fiziološko inerten polisaharid, ki se filtrira v ledvičnih glomerulih, se pa ne secernira v ledvicah, reabsorbira, v telesu sintetizira ali presnavlja. Vendar pa določanje njegove krvne koncentracije ni enostavno, za določitev njegovega izčistka pa je potrebno kontinuirano injiciranje. Določanje inulinskega očistka se uporabljajo pretežno le še v znanstvene namene in ne v klinični uporabi.
Kot alternativa se uporabljajo rentgenski kontrastni sredstvi iotalamat in ioheksol ali pa radioaktivno označen 99mTc-MAG3.